# Чернов, Василий Гаврилович
Василий Гаврилович Чернов (1904—1974), — советский архитектор, главный архитектор Перми в 1939—1956 годах.
Окончил Новосибирский инженерно-строительный институт им. Куйбышева в 1937 году. В 1924—1932 годах работал в Томске, в 1937—1939 годах — в Нижнем Тагиле. Автор архитектурного проекта «Дом со львами».
Преподавал в Пермском строительном техникуме в 1956—1964 и в 1968—1974 годах. Являлся членом Союза архитекторов с 1940 года и председателем правления Пермского отделения Союза архитекторов в 1941—1950 годах.